# Action Bronson
Ariyan Arslani (n. 2 decembrie 1983, New York City, New York, SUA), cunoscut cu numele de scenă Action Bronson, este un rapper, scriitor, bucătar și prezentator de televiziune american de origine albaneză și evreiască.